# Niviventer eha
Niviventer eha  (Wroughton, 1916) è un roditore della famiglia dei Muridi, diffuso nel subcontinente indiano, in Cina, India e in Indocina.

## Descrizione

### Dimensioni
Roditore di piccole dimensioni, con lunghezza della testa e del corpo tra 110 e 130 mm, la lunghezza della coda tra 165 e 195 mm, la lunghezza del piede tra 27 e 31 mm e la lunghezza delle orecchie tra 17 e 20 mm.

### Aspetto
La pelliccia è densa e soffice. Il colore delle parti superiori è arancione-brunastro chiaro, mentre le parti ventrali sono grigio chiaro. Sono presenti degli anelli scuri intorno agli occhi. Le orecchie sono marrone scuro, sono densamente ricoperte di lunghi peli ed hanno un ciuffo di peli nerastri alla loro base. Il dorso delle zampe è bruno-grigiastro, mentre i lati sono grigio-argentato. La coda è molto più lunga della testa e del corpo, nero-brunastra superiormente, grigia inferiormente. C'è un ciuffo di peli sulla punta. I piedi sono lunghi e sottili. Le femmine hanno un paio di mammelle pettorali e due paia inguinali.

## Biologia

### Comportamento
È una specie prevalentemente terricola. È spesso catturata lungo i fiumi e sugli affioramenti rocciosi.

### Alimentazione
Si nutre di insetti, larve, ma anche frutta e radici.

## Distribuzione e habitat
Questa specie è diffusa in Cina, India e in Indocina.
Vive nelle foreste di conifere di montane, nelle foreste di Rododendri e nei boschi di Bambù tra i 2.000 e 3.700 metri di altitudine.

## Tassonomia
Sono state riconosciute due sottospecie:
- N.e.eha: Provincia cinese dello Xizang sud-orientale, Nepal centrale e orientale, Stati indiani dell'Arunachal Pradesh, West Bengal, Sikkim;
- N.e.ninus (Thomas, 1922): Provincia cinese dello Yunnan, Myanmar settentrionale.

## Conservazione
La IUCN Red List, considerato il vasto areale e la popolazione numerosa, classifica M.eha come specie a rischio minimo (Least Concern).